# The Mysterious Geographic Explorations of Jasper Morello
The Mysterious Geographic Explorations of Jasper Morello ist ein australischer animierter Kurzfilm aus dem Jahr 2005. In dieser Kategorie war er 2006 für den Oscar nominiert.

## Inhalt
Der Luftschiff-Navigator Jasper Morello zweifelt an sich, weil er durch seinen Navigationsfehlers einen Schiffsunfall verursachte, der für ein Crewmitglied tödlich endete. Auf seiner ersten Reise nach dem Unfall, einer Forschungsreise des Biologen Dr. Belgon, ist er den Schikanen seines neuen Captains ausgesetzt und leidet unter der Sorge um seine Geliebte Amelie, die als Krankenschwester die Opfer einer unheilbaren Seuche pflegt, welche in Gothia, der Heimatstadt Morellos, umgeht. Er findet jedoch Anerkennung bei Dr. Belgon, der ihn an seinen mit großer Ernsthaftigkeit betriebenen Experimenten Teil haben lässt.
Als das Luftschiff in einen schweren Gewittersturm gerät, kommt es erneut zu einem Unfall mit einem Luftfischerboot, wobei nicht nur der Captain sein eigenes Schiff, sondern auch Morello seinen für die Navigation so wichtigen Kompass verliert. Mit dem Fischerboot, dessen Besatzung unter mysteriösen Umständen verschwunden ist, setzt die Crew die Expedition auf dem fremden Kurs fort und entdeckt schließlich eine bisher unbekannte schwebende Insel mit einer unerforschten Flora und Fauna. Doch im weiteren Verlauf des Films gewinnt nicht nur Dr. Belgon fundamental neue Erkenntnisse. Auch Morello muss eine ungeheuerliche Entdeckung machen.

## Produktion
Für die Charaktere wurden Puppen hergestellt und in Stop-Motion als Silhouetten wie im Schattenspiel gefilmt (Silhouettenanimation). Für den Hintergrund wurde aber auch moderne CGI-Technik verwendet.
Die Produktion erfolgte in Zusammenarbeit mit der Australian Film Commission, Film Victoria und dem australischen öffentlich-rechtlichen Sender SBS.

## Veröffentlichung
Der Film startete am 20. Januar 2005 in ausgewählten Kinos Australiens und wurde seitdem auf vielen Filmfestivals gezeigt. Im März 2006 erschien eine DVD, auch im australischen Fernsehen lief er bereits. In Deutschland strahlte der Sender arte den Film am 1. März 2006 mit deutschen Untertiteln aus.

## Weitere Filme der Reihe
Lucas hatte mit der von ihm 1995 gegründeten Produktionsfirma 3-D Films bereits einige Kurzfilme gedreht und Animationen für Werbespots erstellt. The Mysterious Geographic Explorations of Jasper Morello sollte nur die erste Episode der Mysterious Geographic Explorations (unter dem Titel The First Voyage – Jasper Morello and the Lost Airship) sein. Drei weitere Episoden:
- The Second Voyage – Jasper Morello and the Return of Claude Belgon
- The Third Voyage – Jasper Morello and the Secret of Alto Mea
- The Fourth Voyage – Jasper Morello and the Ebenezer of Gothia

werden seit 2006 auf der Website angekündigt, sind aber bisher nicht erschienen.

## Auszeichnungen

### Preise (Auswahl)
- Australian Film Institute Award 2005: Kategorien „Bester animierter Kurzfilm“ und „Herausragende Leistung in der Gestaltung“ („Outstanding Achievement In Craft“)
- Inside Film Awards 2005, Kategorie „Bester Animationsfilm“
- Flickerfest 14th International Short Film Festival 2005: Kategorien „Bester Animationsfilm“ und „Herausragende Leistung im Ton“
- 29. Festival d’Animation Annecy, 2005: Cristal d’Annecy als „Bester animierter Kurzfilm“
- Worldwide Short Film Festival, Toronto 2005: Kategorie „Bester animierter Kurzfilm“
- Dendy Awards for Australian Short Film, Sydney 2005: Kategorie „Bester Animationsfilm“
- Sicaf Film Festival, Korea 2005: Spezialpreis der Jury
- Dragon Con Awards 2005: Kategorien „Animierte Fantasy & Science-Fiction“ und „Bester Animationsfilm“
- ATOM Awards, Melbourne 2005: Kategorie „Bester Animationsfilm“

### Nominierungen (Auswahl)
- 78. Academy Award (Oscar) 2006: Kategorie „Bester animierter Kurzfilm“
- British Academy Film Awards 2006: Kategorie „Bester animierter Kurzfilm“